# Keig
Keig ist ein Weiler in der schottischen Council Area Aberdeenshire. Er liegt etwa 16 Kilometer westlich von Inverurie am linken Ufer des Don. Westlich beziehungsweise östlich erheben sich die Ketten der Correen Hills beziehungsweise des Bennachie.

## Geschichte
Mit den Steinkreisen Old Keig und Cothiemuir Wood zeugen zwei Monumente von der prähistorischen Besiedlung der Gegend. Das nordwestlich gelegene Hillfort The Barmkyn ist vermutlich eisenzeitlich. Das ein kurzes Stück östlich von Keig gelegene Herrenhaus Castle Forbes wurde um 1820 nach einem Entwurf Archibald Simpsons errichtet.
Der Ortsname leitete sich ab von Gälisch Monadh für „Sumpf“/„Moor“ und dem Eigennamen „Kege“ oder „Kegin“, der, auch als „Kegwin“, in Irland und auf der Isle of Man gängig war. Historisch sind die Schreibweisen Kege (1245), Keg (1268), Monkegin (Bulle Papst Nikolaus IV., 1291) und Monkeig (1617) belegt.
Im Jahre 1961 wurden in Keig 66 Einwohner gezählt.

## Verkehr
Keig liegt an einer untergeordneten Straße. Bei Alford sind die A944 (Aberdeen–Corgarff) sowie die von Banchory nach Alford führende A980 erreichbar. Die den Don überspannende Bridge of Keig wurde 1817 fertiggestellt.

## Persönlichkeiten
- Ryan Duncan (* 2004), Fußballspieler